# Großsteingräber bei Halligdorf
Die Großsteingräber bei Halligdorf waren drei megalithische Grabanlagen der jungsteinzeitlichen Trichterbecherkultur bei Halligdorf, einem Ortsteil von Uelzen im Landkreis Uelzen (Niedersachsen). Sie wurden im 19. Jahrhundert zerstört. Zwei Gräber lagen südöstlich des Ortes, das dritte östlich. Die Großsteingräber wurden in den 1840er Jahren durch Georg Otto Carl von Estorff dokumentiert, aber nicht näher beschrieben. Über Ausrichtung, Maße und Grabtyp liegen keine Informationen vor. Aus den Kartensignaturen geht lediglich hervor, dass eines der südöstlich gelegenen Gräber ein rechteckiges Hünenbett besessen hatte, die beiden anderen hingegen runde Hügelschüttungen.